# Вахман, Эдуард
Эдуард Вахман (нем. Eduard Wachmann; 22 февраля 1836, Бухарест — 23 декабря 1908, Бухарест) — румынский дирижёр и композитор.

## Биография
Сын и ученик композитора и дирижёра Иона Андрея Вахмана. В дальнейшем изучал композицию в Вене у Йозефа Дакса и Густава Ноттебома и в Париже у Анри Ребера, Антуана Мармонтеля и Микеле Карафа.
Вернувшись в Румынию, Вахман некоторое время дирижировал в Крайове, затем обосновался в Бухаресте, где с основанием консерватории в 1864 году стал преподавать (среди его учеников, в частности, Йоан Бунеску). В 1868 г. Вахман возглавил новосозданное Филармоническое общество Румынии и руководил им вплоть до 1907 года, одновременно в течение ряда сезонов возглавляя также и Бухарестскую оперу.
Композиторское наследие Вахмана сравнительно немногочисленно, в нём преобладает музыка к водевилям, ставившимся в различных театрах Бухареста, — в том числе «Лесной петух» (рум. Păunaşul codrilor; 1857), «Сокровища Бухареста» (рум. Spoielile Bucureştilor; 1863) и др. Кроме того, Вахманом написаны струнный квартет, сонатина для фортепиано, ряд хоровых и вокальных сочинений, ему принадлежат обработки румынских народных песен и учебные пособия.